# Malíř pokojů

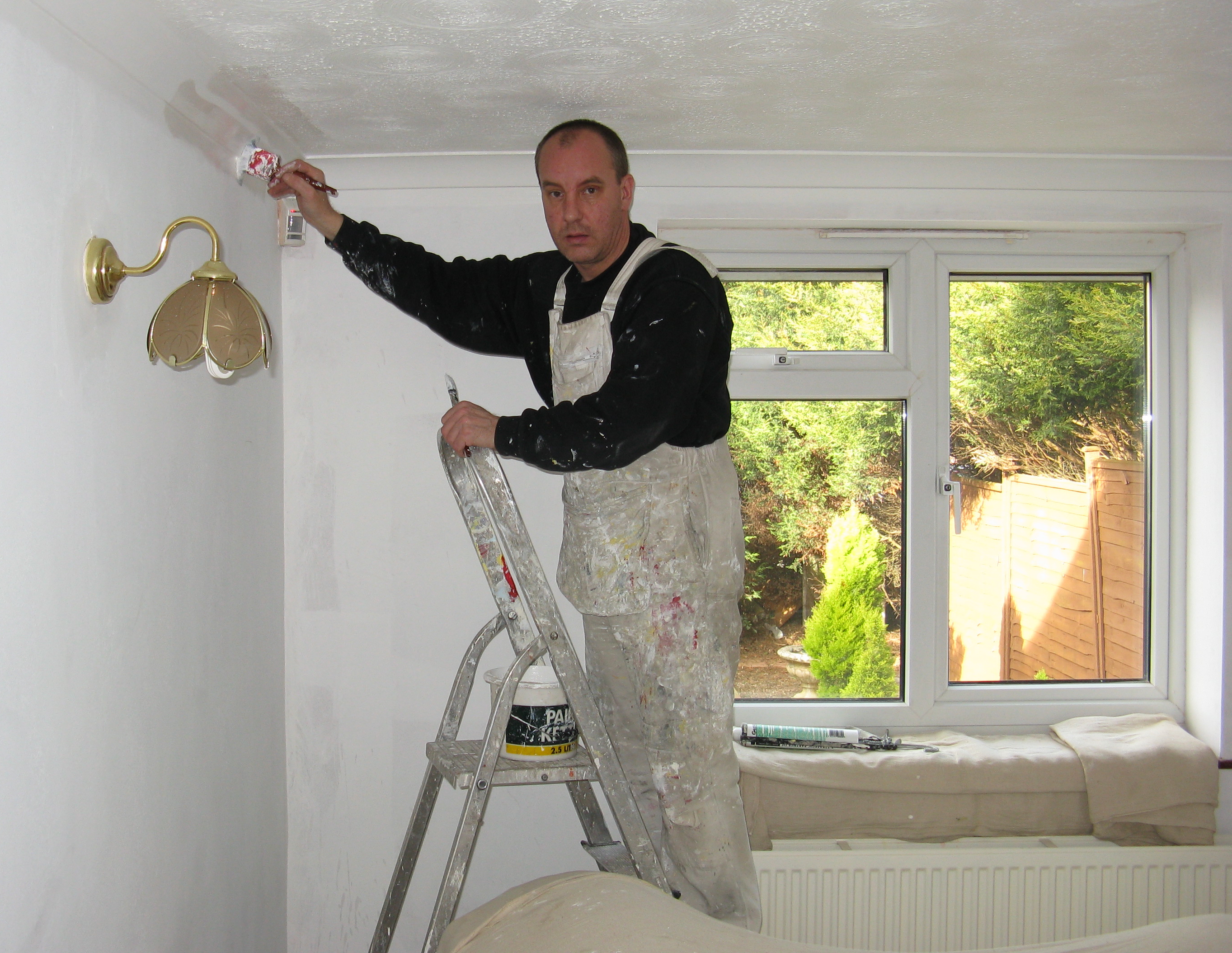
Malíř pokojů při práci

Malíř pokojů je tradiční stavební profese. Kromě samotného malování pokojů pomocí různých technik ovládá také drobné opravy omítky, jako je stěrkování nebo štukování, nebo lepení tapet na zeď. Především v případě specializace na tapetování se profese nazývá tapetář.
V Česku sdružuje malíře pokojů Cech malířů, lakýrníků a tapetářů České republiky, který se věnuje zvyšování kvality vlastních členů i přípravě učňů. Pořádá školení, výstavy i zájezdy.
Zájemců o profesi v Česku ubývá a tím vzniká nedostatek učňů i pracovníků.